# ナショナルステレオホール
ナショナルステレオホールは、1959年2月16日から1961年4月3日まで、ABCラジオ(左チャンネル)とMBSラジオ(右チャンネル）の共同による中波(モノラル)2波を使ったステレオ(立体)放送による、ラジオ音楽番組である。当初は「ナショナルステレオアワー」という番組名として放送、同年7月27日からこの番組名となった。松下電器産業（のちのパナソニック）の一社提供。

## 概要
「音のシネラマ」という触れ込みで、ステレオ音源のクラシック音楽の左側チャンネルをABC、右側をMBSから放送し、2つの受信機を持つ聴取者がステレオで再生することを狙った試み（立体放送）である。
1958年末には既に、NHKではラジオ第1（左）と第2（右）にて、民放では関東地区にて文化放送（左）とニッポン放送（右）にて、モノラル2波を使ったステレオ放送を行っていた。
ABCとMBSも前述の動きを受け、同様の放送を開始するにあたり、先ず、当番組開始前の1959年1月24日に、技術試験の為のテスト放送が両局にて深夜に放送され、同年2月16日から、両局初のモノラル2波によるステレオ・レギュラー番組『ナショナルステレオアワー』として放送が開始された。
同年7月27日から『ナショナルステレオホール』に改題され、1961年4月3日に放送を終了した。

## 出演者
- 上田博章（当時ABCアナウンサー） - 第1回司会[1][2]
- 清水芙美子[1]